# Anaulacomera biramosa
Anaulacomera biramosa är en insektsart som beskrevs av Brunner von Wattenwyl 1891. Anaulacomera biramosa ingår i släktet Anaulacomera och familjen vårtbitare. Inga underarter finns listade i Catalogue of Life.